# Rasmus Nicolaisen
Rasmus Schmidt Nicolaisen (Aulum, 16 marzo 1997) è un calciatore danese, difensore del Tolosa.

## Caratteristiche tecniche
È un difensore centrale.

## Carriera

### Club
Cresciuto nel settore giovanile del Midtjylland, ha esordito in prima squadra il 7 marzo 2017 disputando l'incontro di DBUs Landspokalturnering vinto 3-0 contro il Kjellerup.
Dopo aver passato tre anni in prima squadra al Midtjylland, il 23 settembre 2020 viene acquistato a titolo temporaneo dagli inglesi del Portsmouth. Dopo aver debuttato in League One, il 28 novembre 2020 ha segnato la prima rete con la maglia del Portsmouth nella vittoria per 6-1 di FA Cup contro il King's Lynn Town.
Concluso il prestito in Inghilterra torna al Midtjylland, prima di essere ceduto a titolo definitivo al Tolosa. Con quest'ultima conquista nel giro di due anni la promozione in Ligue 1 nel 2021-2022 e la Coppa di Francia nel 2022-2023.

### Nazionale
Ha giocato nelle nazionali giovanili danesi Under-16, Under-17, Under-18 ed Under-19.
Il 30 settembre 2024 viene convocato per la prima volta in nazionale maggiore.

## Statistiche

### Presenze e reti nei club
Statistiche aggiornate al 5 ottobre 2024.
| Stagione           | Squadra            | Campionato         | Campionato | Campionato | Coppe nazionali | Coppe nazionali | Coppe nazionali | Coppe continentali | Coppe continentali | Coppe continentali | Altre coppe | Altre coppe | Altre coppe | Totale | Totale | Totale |
| Stagione           | Squadra            | Comp               | Pres       | Reti       | Comp            | Pres            | Reti            | Comp               | Pres               | Reti               | Comp        | Pres        | Reti        | Pres   | Reti   |        |
| ------------------ | ------------------ | ------------------ | ---------- | ---------- | --------------- | --------------- | --------------- | ------------------ | ------------------ | ------------------ | ----------- | ----------- | ----------- | ------ | ------ | ------ |
| 2016-2017          | Midtjylland        | SL                 | 8          | 1          | CD              | 2               | 0               | UEL                | 0                  | 0                  | -           | -           | -           | 10     | 1      |        |
| 2017-2018          | Midtjylland        | SL                 | 2          | 0          | CD              | 0               | 0               | UEL                | 0                  | 0                  | -           | -           | -           | 2      | 0      |        |
| 2018-2019          | Midtjylland        | SL                 | 17         | 4          | CD              | 1               | 0               | UCL+UEL            | 0+2                | 0                  | -           | -           | -           | 20     | 4      |        |
| 2019-2020          | Midtjylland        | SL                 | 16         | 1          | CD              | 1               | 0               | UEL                | 2                  | 0                  | -           | -           | -           | 19     | 1      |        |
| 2020-2021          | Portsmouth         | FL1                | 21         | 0          | FACup+EFL       | 3+3             | 1+0             |                    | -                  | -                  | -           | -           | -           | 27     | 1      |        |
| lug.-ago. 2021     | Midtjylland        | SL                 | 3          | 0          | CD              | 0               | 0               | UCL                | 3                  | 0                  | -           | -           | -           | 6      | 0      |        |
| Totale Midtjylland | Totale Midtjylland | Totale Midtjylland | 46         | 6          |                 | 4               | 0               |                    | 7                  | 0                  |             | -           | -           | 57     | 6      |        |
| ago. 2021-2022     | Tolosa             | L2                 | 32         | 4          | CF              | 4               | 0               | -                  | -                  | -                  | -           | -           | -           | 36     | 4      |        |
| 2022-2023          | Tolosa             | L1                 | 34         | 0          | CF              | 5               | 0               | -                  | -                  | -                  | -           | -           | -           | 39     | 0      |        |
| 2023-2024          | Tolosa             | L1                 | 33         | 2          | CF              | 1               | 1               | UEL                | 8                  | 0                  | SF          | 1           | 0           | 43     | 3      |        |
| 2024-2025          | Tolosa             | L1                 | 7          | 0          | CF              | -               | -               | -                  | -                  | -                  | -           | -           | -           | 7      | 0      |        |
| Totale Tolosa      | Totale Tolosa      | Totale Tolosa      | 106        | 6          |                 | 10              | 1               |                    | 8                  | 0                  |             | 1           | 0           | 125    | 7      |        |
| Totale carriera    | Totale carriera    | Totale carriera    | 173        | 12         |                 | 20              | 2               |                    | 15                 | 0                  |             | 1           | 0           | 209    | 14     |        |

## Palmarès

### Club

#### Competizioni nazionali
- Campionato danese: 2

Midtjylland: 2017-2018, 2019-2020
- Coppa di Danimarca: 1

Midtjylland: 2018-2019
- Ligue 2: 1

Tolosa: 2021-2022
- Coppa di Francia: 1

Tolosa: 2022-2023